# Castellanos de la Sierra
Castellanos de la Sierra es un despoblado de Arévalo de la Sierra, localidad y municipio de la provincia de Soria, 
partido judicial de Soria, Comunidad Autónoma de Castilla y León, España. Pueblo de la Comarca de Tierras Altas.

## Historia
El Censo de Pecheros de 1528, en el que no se contaban eclesiásticos, hidalgos y nobles, registraba la existencia 8 pecheros, es decir unidades familiares que pagaban impuestos.
A la caída del Antiguo Régimen la localidad se constituye en municipio constitucional, entonces conocido como Castellanos de la Sierra en la región de Castilla la Vieja, partido de Soria  que en el censo de 1842 contaba con  8 hogares y 32 vecinos.
A mediados del siglo XIX desaparece el municipio porque se integra en Arévalo de la Sierra.
Quedó deshabitado en el siglo XX aunque aún se pueden ver las ruinas de su caserío.

## Patrimonio
- Ruinas del despoblado.
- Castro de El Castellar o El Castillo: poblado de los siglos IV-II a. C. De planta oval, y con una superficie de unos 18.000 metros cuadrados, es el mayor de todos los estudiados en la provincia.